# Röde Orm och de långa skeppen
Röde Orm och de långa skeppen (originaltitel: The Long Ships) är en brittisk-jugoslavisk långfilm från 1964 i regi av Jack Cardiff, med Richard Widmark, Sidney Poitier, Russ Tamblyn och Rosanna Schiaffino i rollerna.
Handlingen i filmen har små likheter med Frans G. Bengtssons äventyrsberättelse om Röde Orm och dess engelska översättning The Long Ships. Dekoren som byggdes upp för vikingabyn återanvändes i filmen Här kommer bärsärkarna.

## Medverkande
| Richard Widmark    | – Rolfe       |
| Sidney Poitier     | – Aly Mansuh  |
| Russ Tamblyn       | – Orm         |
| Rosanna Schiaffino | – Aminah      |
| Oskar Homolka      | – Krok        |
| Edward Judd        | – Sven        |
| Lionel Jeffries    | – Aziz        |
| Beba Lončar        | – Gerda       |
| Clifford Evans     | – King Harald |
| Gordon Jackson     | – Vahlin      |
| Colin Blakely      | – Rhykka      |
| David Lodge        | – Olla        |